# 波兰人口迁移 (1944–1946)
波兰人口迁移是指1944年至1946年期間，波兰前东部领土上的波蘭人被蘇聯當局強制遷移至別處的過程，同時發生了波烏互換人口。据官方数据，1945年至1946年期間，约有116.7万波兰人被迫離開波兰前东部领土。